# Тохтаров, Тулеген
Тулеген Тохтаров (19 декабря 1921 года — 10 февраля 1942 года) — участник Великой Отечественной войны, автоматчик 23-го гвардейского стрелкового полка 8-й гвардейской ордена Ленина Краснознамённой стрелковой дивизии имени генерал-майора И. В. Панфилова 3-й ударной армии Калининского фронта, гвардии красноармеец, Герой Советского Союза (1943).

## Биография
Происходит из рода Каракерей племени Найман Среднего жуза.
Родился 19 декабря 1921 года в селе Каракудук (ныне — Уланский район, Восточно-Казахстанская область) в крестьянской семье. Казах.
Окончил 4 класса. Работал рафинировщиком на Лениногорском свинцовом заводе Лениногорского полиметаллического комбината.
В Красной Армии с 1941 года. В действующей армии с декабря 1941 года.
Автоматчик роты автоматчиков старшего лейтенанта Соловьева, 23-го гвардейского стрелкового полка (8-я гвардейская стрелковая дивизия, 3-я ударная армия, Калининский фронт) гвардии красноармеец Тулеген Тохтаров в бою за село Нагаткино Новгородской области 5 февраля 1942 года одним из первых ворвался в село, огнём из автомата уничтожил семерых фашистов и двоих взял в плен.
В дни первых схваток с врагом Тулеген подал заявление в партийную организацию части, в котором писал: «В бой хочу идти коммунистом. Прошу принять меня в партию». В роте любили Тулегена за общительность, находчивость, отвагу. Действуя смело и решительно, Тулеген не раз увлекал за собой бойцов.
7 февраля 1942 года в бою за село Бородино Старорусского района Новгородской области бесстрашный гвардеец ворвался в один из домов и уничтожил пять вражеских солдат.
Погиб в бою 10 февраля 1942 года. В этот день на окоп гвардии красноармейца Тохтарова шло в атаку около взвода гитлеровцев. Смелый боец в упор расстреливал наседавших со всех сторон врагов, которые, не выдержав губительного огня советского воина, откатились, но вскоре вновь пошли в атаку. В ходе боя был тяжело ранен в живот, но не прекращал огня. Кончились патроны. На теряющего силы гвардейца бежал фашистский офицер. Превозмогая боль, поднялся во весь рост и пошёл на врага. Боясь упасть, он напряг последние силы, бросился на гитлеровца и прикладом размозжил ему голову, но был сражён пулей другого фашиста.
Мужественный гвардеец был похоронен в деревне Бракловицы Старорусского района Новгородской области.
Указом Президиума Верховного Совета СССР «О присвоении звания Героя Советского Союза начальствующему и рядовому составу Красной Армии» от 30 января 1942 года за «образцовое выполнение боевых заданий командования на фронте борьбы с немецкими захватчиками и проявленными при этом отвагу и геройство» посмертно удостоен звания Героя Советского Союза.

## Цитаты
Любишь жизнь — умей драться за неё.
Прямо смотри в глаза смерти, не моргни. Смерть побоится тебя, и ты победишь.

## Память
- Бюст Героя установлен в селе Герасимовка Таврического района.
- Бюст Героя установлен 3 мая 2017 в городе Старая Русса.
- Его именем названы улицы в Алматы, Астане, Кызылорде, Усть-Каменогорске, Риддере, Зыряновске, Серебрянске, Аягузе, Зайсане, Аральске, Кентау, посёлке Саксаульский и городе Старая Русса Новгородской области[2].
- Памятник Тохтарову в Риддере с 1982 года входит в список памятников истории и культуры республиканского значения. Памятник высотой 3,5 м был установлен в 1970 году. Скульпторы — В. С. Раппопорт, А. Е. Мартиросов, архитектор — П. В. Шишов[7].
- В честь Героя композитором А. К. Жубановым в содружестве с композитором Л. А. Хамиди в 1947 году была написана опера «Тулеген Тохтаров»[7] (либретто М. О. Ауэзова).
- Бауыржан Момышулы несколько раз упомянул его (лично видевший его) в повести «История одной ночи» (Баурджан Момышулы. Собрание сочинений в двух томах. Том первый. Алма-Ата, издательство «Жазушы», 1986, стр. 279—301).
- Его именем Героя назван посёлок Тохтарово Житикаринского района Костанайской области, Республики Казахстан. Там же установлен бюст Героя.
- Именем героя Толегена Токтарова названа средняя школа в селе Сага-Биен Аксуского района Алматинской области.
- В Восточно-Казахстанской области проводится ежегодный турнир по хоккею с шайбой памяти Героя Тулегена Тохтарова.